# Luigi Gallo (militare)
Luigi Gallo (Roma, 1915 – Battaglia di Nibeiwa, 9 dicembre 1940) è stato un militare italiano, insignito della medaglia d'oro al valor militare alla memoria nel corso della seconda guerra mondiale.

## Biografia
Nacque a Roma nel 1915, figlio di Arturo, di professione medico, e di Lucia Sugliano. 
Figlio di ufficiale medico, Conseguita la maturità classica presso il Liceo di Conversano, si arruolò nel Regio Esercito iniziando a frequentare il 26 ottobre 1933 la Regia Accademia Militare di fanteria e Cavalleria di Modena uscendone due anni dopo con il grado di sottotenente dell'arma di fanteria. Frequentato il corso di applicazione d'arma a Parma fu assegnato al 17º Reggimento fanteria a Cesena e dopo pochi mesi, il 18 settembre 1937, si trasferiva con il reggimento, facente parte del XXI Corpo d’armata di nuova formazione, a Derna in Cirenaica. Promosso tenente nell'ottobre successivo chiese, ed ottenne, il trasferimento nel Regio corpo truppe coloniali della Libia. Assegnato al XVIII Battaglione indigeni fu per oltre un anno istruttore del I Reparto paracadutisti indigeni della Libia. Frequentato in Italia il 22º Corso di osservazione aerea nel 1939, ritornava in Africa Settentrionale Italiana e all'inizio  delle ostilità con la Francia e la Gran Bretagna assunse il comando della 17ª Compagnia cannoni anticarro da 47/32 del Raggruppamento sahariano "Maletti". Cadde in combattimento ad Alam el Nibeiwa il 9 dicembre 1940, e fu insignito della medaglia d'oro al valor militare alla memoria.

### Fonti
1. 1 2 3 4 5  Combattenti Liberazione.
2. 1 2 3  Gruppo Medaglie d'Oro al Valor Militare 1965, p. 487.
3. ↑   Medaglia d'oro al valor militare Gallo, Luigi, su quirinale.it, Quirinale. URL consultato l'11 luglio 2021.